# Der Untergang des Römischen Reiches
Der Untergang des Römischen Reiches (Originaltitel: The Fall of the Roman Empire) ist ein historisierender US-amerikanischer Monumentalfilm von Anthony Mann aus dem Jahr 1964.

## Handlung
Um das Jahr 180 nach Christus: An den Nordgrenzen des Römischen Reiches beendet Kaiser Marcus Aurelius einen lange dauernden Krieg gegen barbarische Stämme. Der alternde und kriegsmüde Kaiser möchte seinem Reich endlich den dauerhaften Frieden bringen und verkündet die Pax Romana. Er weiß, dass sein einziger Sohn Commodus nicht die Voraussetzungen erfüllt, ein guter Kaiser zu werden und will statt seiner den Militärtribun Livius, den engen Freund von Commodus und Geliebten seiner Tochter Lucilla, zu seinem Nachfolger machen. Doch bevor er das offiziell machen kann, wird er von Anhängern Commodus’, die von diesem Plan erfahren, ohne dessen Wissen vergiftet.
Lucilla hat auf Wunsch Mark Aurels – trotz ihrer Liebe zu Livius – den König von Armenien geheiratet, um durch diese Verbindung den Frieden mit dem Osten zu sichern; aber ihr größenwahnsinniger Bruder, nun an den Hebeln der Macht, führt Rom rücksichtslos dem Untergang entgegen. Wegen der hohen Abgaben kommt es zu einem Aufstand der Ostprovinzen. Livius wird zur Niederschlagung der Rebellion in den Osten geschickt. Als er dort eintrifft, muss er feststellen, dass Lucilla die treibende Kraft hinter dem Aufstand ist. Sie möchte ihn überreden, auf ihre Seite zu wechseln, doch trotz seiner Liebe zu ihr lehnt er dies ab und kann den Feldzug siegreich beenden.
Ihm ist aber auch bewusst, dass Commodus aufgehalten werden muss und wendet sich dann gegen ihn, wobei Lucilla diesmal bereit ist, ihm zu helfen. Er kann ihn aufhalten, aber er hat in der Zwischenzeit alles korrumpiert, wobei er auch erkennen muss, dass das unter anderem auch passiert ist, weil Rom in sich bereits korrupt war. Deshalb wendet er sich dann von Rom ab und geht mit Lucilla, die das auch erkennt, an einen anderen Ort, während das Amt des Kaisers an den Meistbietenden versteigert wird, ein klarer Beweis, wie die herrschende Korruption im Begriff ist, Rom unweigerlich in den Untergang zu führen.

## Historische Authentizität
Wie schon aus seinem Titel und mehr noch aus seinem Prolog hervorgeht, soll der Film das Problem der Erklärung des Niedergangs und letztendlichen Verfalls des Römischen Reiches thematisieren. Während sich dieser Prozess in der historischen Wirklichkeit über Hunderte von Jahren hinzog und ein sehr komplexer Vorgang war, beschränkt sich der Film auf einen Zeitraum von etwa zwölf Jahren und schildert exemplarisch für den Niedergang das Ende des „guten“ Kaisers Marcus Aurelius und die anschließende Willkürherrschaft seines Sohnes Commodus.
Obwohl der Kontext des Filmes historisch ist, ist seine Handlung frei erfunden und gibt in keiner Weise die tatsächlichen Ereignisse dieser Epoche wieder. Marcus Aurelius wurde nicht vergiftet, sondern starb in Vindobona oder Sirmium an einer Krankheit. Die für den Film zentrale Figur des Livius ist – wie die meisten anderen – fiktiv. Eine Ausnahme bilden die beiden Kaiser und Commodus’ Schwester Lucilla.
Dem Historiker Allen M. Ward zufolge ist der fiktive Livius im Film realistischer gezeichnet als seine Geliebte Lucilla, die auf dem historischen Vorbild der Annia Aurelia Galeria Lucilla beruht. Ward gibt zu bedenken, dass die historische Lucilla zum Zeitpunkt ihrer Zwangsheirat bereits Witwe war und ein Leben als Vestalin vermutlich nie in Betracht gezogen hatte. Außerdem ist Lucillas Hass gegenüber ihrer Mutter Faustina nicht durch historische Quellen belegt. Es ist vielmehr wahrscheinlich, dass Mutter und Tochter gemeinsam versuchten, Lucillas Verheiratung mit Pompeianus abzuwenden.
Außerdem wurde Lucilla bereits im Jahr 182 beschuldigt, an einer Verschwörung gegen ihren Bruder beteiligt gewesen zu sein, nach Capri verbannt und hingerichtet; sie starb also zehn Jahre vor Commodus, während sie ihn im Film überlebt. Dieser greift von den historischen Ereignissen nur das sprichwörtliche Körnchen Wahrheit auf, indem er Lucilla ein (erfolgloses) Attentat auf Commodus verüben lässt. Zudem fand der Kaiser sein Ende nicht in einem Zweikampf wie dargestellt, sondern wurde in seinem Bad von einem Athleten namens Narcissus erdrosselt.
Wie bei ähnlichen Produktionen haben die Macher teilweise sehr wenig Wert auf archäologisch fundierte Bekleidung und Ausstattung gelegt, was besonders bei der Ausrüstung des Militärs und den nur leicht antikisierenden Gewändern von Sophia Loren augenfällig wird. In manchen Fällen ist allerdings eine absichtliche Orientalisierung der Kostüme zu bemerken, die vermutlich die engen Beziehungen zwischen Rom und seinen östlichen Provinzen illustrieren soll. Bezüglich historischer Korrektheit positiv hervorzuheben ist dagegen die Rekonstruktion des Forum Romanum. Die aufwändige Kulisse wurde nördlich von Madrid errichtet und vermittelt einen weitgehend zutreffenden Eindruck der Baulichkeiten.

## Besetzung

### Alec Guinness (Marcus Aurelius)
Der britische Schauspieler Alec Guinness gibt in seiner Autobiographie „Blessings in Disguise“ (1985) zu, nie mehr als 20 Minuten des fertigen Films gesehen zu haben und erzählt, dass er während des Flugs nach Spanien Korrekturen im Drehbuch vorgenommen habe, da ihm sein Text lächerlich erschienen sei. Den Regisseur Anthony Mann bezeichnet Guinness als „freundlichen Regisseur, der die Schauspieler immer wohlwollend behandelte“. Der damals 50-jährige Guinness verstand sich auch gut mit Sophia Loren, die er während der Dreharbeiten in Spanien einmal im strömenden Regen zum Essen nach Madrid ausführte.

### Christopher Plummer (Commodus)
Der Kanadier Christopher Plummer erzählt in seiner Autobiographie „In spite of myself“ von den Wutausbrüchen Anthony Manns gegenüber Assistenten und Statisten, die in starkem Kontrast zu seinem wohlwollenden Umgang mit den Stars standen. Den Produzenten Samuel Bronston beschreibt Plummer als bodenständigen Mann, der Sophia Loren persönlich in Rom besuchte, um sie mit einem Scheck über 1 Million US-Dollar zu einer Zusage für Der Untergang des Römischen Reiches zu bewegen.
Ebenso wie Alec Guinness kritisierte auch Christopher Plummer das Drehbuch, das er als hölzern und stumpfsinnig bezeichnet. Obwohl sie sich in Bezug auf das Drehbuch einig waren, entwickelte sich zwischen Plummer und Guinness keine Freundschaft, was zumindest Plummer später sehr bedauerte.

## Weitere Informationen
Samuel Bronston produzierte den Film für Paramount Pictures. Der Film wurde in Ultra Panavision aufgenommen. Die Dreharbeiten fanden in Spanien statt. Für Anthony Mann war es der zweite antike Monumentalfilm nach seinem Kurzeinsatz in Spartacus. Stephen Boyd war nach Ben Hur wieder in einem Wagenrennen zu sehen.
Der Film floppte an den Kinokassen. Die Verluste betrugen 14,3 Millionen US-Dollar und führten zum Bankrott des Produzenten Samuel Bronston.
Ridley Scott drehte fast 40 Jahre später den Film Gladiator, der den historischen Rahmen, die Personenstruktur und verschiedene Motive des Vorgängerfilmes übernahm. Auch hier kommt es zum Konflikt zwischen dem erfolgreichen Feldherrn Maximus, den Marcus Aurelius vor seiner Ermordung zum Nachfolger machen wollte, und Commodus. Im weiteren Verlauf der Handlung unterscheiden sich beide Filme jedoch wesentlich. Erst das Ende ist wieder ähnlich: in beiden Filmen kommt es zum Zweikampf zwischen Commodus und Livius bzw. Maximus, der mit dem Tode des Kaisers (im „Gladiator“ auch mit dem Tod des Maximus) endet.

## Synchronsprecher
Die deutsche Synchronisation entstand 1964 bei der Rank Film Synchronproduktion in Berlin. Für das Dialogbuch war Hans Joachim Szelinski zuständig, die Synchronregie übernahm Edgar Flatau. Die Synchronsprecher für die deutsche Fassung:
- Lucilla: Marion Degler
- Livius: Horst Niendorf
- Marcus Aurelius: Werner Lieven
- Timonides: Paul Klinger
- Commodus: Ottokar Runze
- Verulus: Arnold Marquis
- Ballomar: Heinz Engelmann
- Sohamus: Herbert Stass
- Cleander: Michael Chevalier
- Julianus: Wolfgang Engels
- Senator: Heinz Klevenow
- Polybius: Rolf Mamero
- Niger: Klaus Miedel
- Victorinus: Siegmar Schneider
- Virgilianus: Paul Edwin Roth
- Claudius: Heinz Petruo

## Rezeption

### Kritiken
„Trotz eines zeitweilig sich kritisch gebenden Kommentars bietet der in Ausstattung und Schauwerten aufwendige Abenteuerfilm die übliche Geschichtsklitterung. Einige leidlich spannende Szenen wiegen die halbherzige Mischung aus pathetischer Redseligkeit und Schlachten-Panoramen nicht auf.“

### Auszeichnungen
- 1965: Auszeichnung für den Golden-Globe in der Kategorie Beste Filmmusik
- 1965: Nominierung für den Oscar in der Kategorie Beste Filmmusik